# Annunciazione di Castel Goffredo
L'Annunciazione di Castel Goffredo è un'opera in terracotta databile al XV secolo attribuita a Elia della Marra, un tempo ricoperta da intonaco dipinto, e conservata a Castel Goffredo, in provincia di Mantova.

## Descrizione e stile
L'Annunciazione, simbolo di una devozione mariana in territorio mantovano, è inserita in un passaggio pedonale chiuso da un cancello in ferro che collega via Roma a via don Aldo Moratti.
L'angelo che regge un giglio, inginocchiato davanti alla Vergine intenta nella lettura, è collocato sulla sinistra tra un leggio e un vaso ricco di fiori.
L'opera devozionale, forse proveniente da una fornace della zona, fu un'attività favorita dalla famiglia Gonzaga, soprattutto con Ludovico II Gonzaga, marchese di Mantova.

### Altre fonti
- Mariarosa Palvarini Gobio Casali, L'Annunciazione di Castel Goffredo, in Il Tartarello, n. 3, settembre 1990,  pp. 17-20.